# Eduardo Rodríguez (beisbolista)
Eduardo José Hernández Rodríguez (nacido en Valencia, Carabobo, Venezuela, el 7 de abril de 1993) es un lanzador de béisbol profesional de los Detroit Tigers de las Grandes Ligas de Béisbol (MLB).

## Carrera como beisbolista

### 2010
Rodríguez firmó como agente libre internacional con la organización Orioles de Baltimore el 28 de enero de 2010.  Se le considera uno de los mejores prospectos en el béisbol. Recibiendo un $ 175.000 bono por firmar.
Hizo su debut profesional en la  temporada con los DSL Orioles 1 de la Dominican Summer League. Él tenía un registro de 3 victorias y 4 derrotas y un Efectividad de 2.33, permitiendo solo 48 Hit y ningún cuadrangular en 65 y 2/3 entradas lanzadas, pero él permitió 28 CArreras.

### 2011
En 2011, Rodríguez jugó para los de la costa del Golfo de los GCL Orioles Gulf Coast League, donde tuvo una efectividad de 1.81, y unos juegos más éxitos por entrada lanzó proporción de 1.01. También hizo una apertura para los Aberdeen IronBirds de la Clase A-Short en la New York-Pennsylvania League. 

### 2012
En 2012, los Orioles asignan Rodríguez a las Delmarva Shorebirds de la Clase A de la South Atlantic League. Con Delmarva, Rodríguez lanzó a un récord de 5 ganados y 7 perdidos, con una efectividad de 3.70 en 22 juegos como abridor, permitiendo 103 hits y 30 bases por bolas en 107 entradas, mientras que ponchó a 73 bateadores.

### 2013
Los Orioles invitó a Rodríguez a los campos de entrenamiento como jugador fuera del roster en 2013. Baseball America nombró a Rodríguez como el quinto mejor prospecto de los Orioles, antes del inicio de la temporada de 2013. Rodríguez comenzó la temporada de 2013, con Frederick Keys de la Clase A-Advanced de La Carolina League, donde tuvo una efectividad de 2.85 en 14 partidos iniciados. Él apareció en el Carolina California League All-Star Game, donde lanzó una entrada en blanco. Rodríguez fue ascendido al nivel Doble-A con Bowie Baysox de la Eastern League en junio. Rodríguez, junto con Henry Urrutia y Cristiano Walker, representó a los Orioles en el 2013 en el Juego de Futuras All-Star en julio. Lanzó una entrada, permitiendo un hit y ponchó a uno. Para Bowie Baysox, Rodríguez tuvo un récord de 4 Ganados y 3 perdidos y una efectividad de 4.22 en 11 juegos iniciados. Después de la culminación de la temporada regular, los Orioles asignó a Rodríguez a los Surprise Saguaros de la Arizona Fall League (AFL). Empezó el juego de campeonato de la AFL, lanzó tres entradas en blanco a los Mesa Solar Sox en una victoria 2-0.

### 2014
Los Orioles invitó a Rodríguez a los entrenamientos de primavera, y le asignaron para iniciar la temporada 2014 con Bowie. Se perdió cinco semanas de la temporada debido a una lesión en la rodilla y tuvo un récord de 3-7 en ganados y perdidos y una efectividad de 4.79 con Bowie hasta julio. El 31 de julio de 2014, los Orioles cambiaron Rodríguez a los Medias Rojas de Boston a cambio de Andrew Miller. Orioles ' gerente general Dan Duquette dijo que "ofreció otros 50 lanzadores" a Boston antes de acceder al comercio Rodríguez, para que los Medias Rojas "necesaria" de él en un cambio por Miller.
Rodríguez comenzó su carrera con los Medias Rojas, en el Portland Sea Dogs de la Liga del Este. 
En seis aperturas para Portland, Rodríguez tuvo un récord de 3-1 en ganados y perdidos con efectividad de 0.96, con 39 ponches y ocho bases por bolas. Se unió a la Triple-A Pawtucket Red Sox de la Liga Internacional para un inicio durante los playoffs de la Liga Internacional, lanzando siete entradas contra los Durham Bulls en la Copa Gobernadores Finales.
Después de la temporada 2014, los Medias Rojas agregó a Rodríguez a su lista de 40 jugadores para protegerlo de ser seleccionado en la Regla 5. 

### 2015
Se abrieron la temporada 2015, con Pawtucket, donde se fue de 4-3 con una efectividad de 2.98 en ocho aperturas.
Hizo su debut en Grandes Ligas el 28 de mayo de 2015. Rodríguez se llevó la victoria en su debut, lanzando 7 entradas en blanco en la victoria de Boston 5-1 sobre los Rangers de Texas en globo Parque de la Vida. Rodríguez permitió solo tres hits y dio dos carreras, ponchando a siete en 105 lanzamientos, 68 de ellos strikes. Ya el más joven lanzador de los Medias Rojas para hacer su debut en las mayores en el camino desde los 21 años de edad, Roger Clemens se enfrentó a los Indios de Cleveland en 1984, Rodríguez también se convirtió en el más joven abridor de los Medias Rojas a ganar en su Liga Mayor debut en la carretera desde Billy Rohr en 1967. Rodríguez se convirtió en el primer lanzador desde el advenimiento de la EEI, como una estadística oficial en 1912 de haber comenzado su carrera en las mayores con tres aperturas de por lo menos seis entradas con uno o cero carreras limpias permitidas y al menos siete ponches.

### 2016
Rodríguez sufrió una dislocación en la rótula  en marzo de 2016. Comenzó la temporada 2016 en la lista de lesionados, en su primer partido el 31 de mayo. Se esforzó, lanzando a una efectividad de 8.59, antes de ser opcionado a Pawtucket.

## Estilo de pitcheo
Rodríguez es, naturalmente, la mano derecha. Empezó a tirar con el brazo izquierdo cuando se rompió el brazo derecho a la edad de siete años. Lanza una bola rápida que oscila entre 90 a 94 millas por hora (145 a 151 km / h). También lanza un cambio de velocidad que va desde 83 a 85 millas por hora (134 a la 137 kilómetros / h), y un control deslizante que lanza entre 82 a 85 millas por hora (132 a 137 km / h). Tras el cambio a los Medias Rojas, Rodríguez trabajó con Bob Kipper, de Portland entrenador de lanzadores, para ayudar a mejorar su cambio.

## Personal
Rodríguez es el tercero de cuatro hijos. Su padre trabaja en la construcción. Jugó béisbol, fútbol, baloncesto y en su juventud.
Se tatuó el nombre de su madre, Magalys, en su antebrazo izquierdo en 2011. También su apellido tatuado en su espalda.